# Ханыков, Иван Николаевич
Иван Николаевич Ханыков (18 апреля [1 мая] 1913, село Казаково, Томская губерния — 29 октября 1984, Новосибирск) — советский солдат, участник Великой Отечественной войны, полный кавалер ордена Славы.
В годы Великой Отечественной войны прошёл путь от командира орудия до командира отделения разведки взвода управления 3-го дивизиона 370-го артиллерийского Сталинского полка 230-й стрелковой Сталинской дивизии, гвардии старший сержант.

## Биография

### Ранние годы
Родился 18 апреля (1 мая) 1913 года (по другим сведениям — 2 мая) в селе Казаково Коченёвской волости Томского уезда Томской губернии (ныне Коченёвского района Новосибирской области) в русской крестьянской семье.
Окончил школу крестьянской молодёжи в селе Коченёво, затем поступил в Красихинское педагогическое училище (Алтайский край), которое окончил в 1932 году. Работал заведующим начальной школой на станции Озерки Алтайского края.

### В годы Великой Отечественной войны
С началом Великой Отечественной войны в июле 1941 года добровольцев вступил в РККА (призван Краюшкинским РВК Алтайского края). С августа 1941 года воевал на Южном (2 ноября 1941 — 9 апреля 1942), Сталинградском (29 июля 1942 — 21 декабря 1942), Юго-Западном (17 января 1943 — 29 июля 1943), 3-м и 4-м Украинском (1 сентября 1943 — 26 августа 1944) и 1-м Белорусском (с 1 ноября 1944) фронтах.

Советские артиллеристы ведут бой

20 апреля 1942 года И. Н. Ханыков был ранен. В ходе Донбасской операции 8 сентября 1943 года в составе 230-й стрелковой дивизии участвовал в освобождении города Сталино (ныне Донецк), за что 230-й стрелковой дивизии было присвоено почётное наименование «Сталинская». С 1943 года И. Н. Ханыков — член ВКП(б)/КПСС.
К 1944 году гвардии старший сержант И. Н. Ханыков командовал орудием 7-й батареи 3-го дивизиона 370-го артиллерийского Сталинского полка 230-й стрелковой Сталинской дивизии. В январе-феврале 1944 года дивизия вела боевые действия на территории УССР.
В январе 1944 года И. Н. Ханыков отличился при штурме высоты 79,4 (7 километров западнее села Катериновка Николаевской области). Он уничтожил 7 ручных пулемётов и подавил огонь миномёта, а когда противник контратаковал лично уничтожил 7 солдат. За свои решительные действия был награждён медалью «За отвагу».
И. Н. Ханыков отличился в бою с 26 на 27 февраля 1944 года за село Золотая Балка (Нововоронцовский район Херсонской области). Несмотря на сильный огонь противника, его расчёт уничтожил огнём своего орудия 4 ручных пулемёта, один крупнокалиберный зенитный пулемёт, а также подавил огонь трёх миномётов и двух 105-миллиметровых орудий. Противник трижды контратаковал, потеряв от огня И. Н. Ханыкова 15 солдат.
На следующий день, 28 февраля 1944 года, части дивизии освобождали посёлок Ленинский Николаевской области (по другим данным — село Великая Костромка Апостоловского района Днепропетровской области). Но наступлению советских стрелковых частей препятствовал огонь 75-миллиметрового орудия противника. Тогда И. Н. Ханыков выкатил орудие непосредственно в боевые порядки наступающей пехоты, завязав дуэль с немецким артиллерийским расчётом. Несмотря на ранение, заменил наводчика и, прицелившись, он точным орудийным выстрелом уничтожил орудие противника. После чего советская пехота перешла в наступление и выбила немецкие части из посёлка. И. Н. Ханыков был представлен к награждению орденом Красного Знамени, но был награждён орденом Славы III степени (№ 65753).
В августе 1944 года гвардии старший сержант И. Н. Ханыков командовал отделением разведки взвода управления 3-го дивизиона 370-го артиллерийского Сталинского полка. Дивизия вела бои на территории Молдавской ССР.

Советские артиллерийские разведчики ведут наблюдение за немецкими позициями

20 августа 1944 года советские войска штурмовали сильно укреплённую оборону противника в районе села Киркаешты. Наблюдая за огнём противника, И. Н. Ханыков обнаружил два немецких станковых пулемёта, которые прижали советскую пехоту к земле. Получив точные координаты, артиллеристы дивизиона уничтожили огневые точки, а стрелковые части, перейдя в атаку, освободили населённый пункт. В ходе дальнейшего боя И. Н. Ханыков вдвоём с другим разведчиком завязали бой с превосходящими силами противника, уничтожил пять и взяв в плен 12 солдат противника.
23 августа части дивизии подошли вплотную к железнодорожной станции Каинары. Из-за неясной оперативной обстановки 3-й артиллерийский дивизион продвинулся в тыл противника на 6 километров. И. Н. Ханыков, разведав местность, обнаружил противника и по радиосвязи доложил его расположение. Артиллеристы нанесли огневой удар, в результате чего было уничтожено 5 автомашин, 14 повозок с военным грузом и до 50 солдат противника.
На следующий день, 24 августа, И. Н. Ханыков вместе с танковым десантом отправился на танке в тыл противника, откуда корректировал артиллерийский огонь дивизиона. В тот день огнём дивизиона в районе села Элементаль были уничтожены склад с горючим и боеприпасами, а также миномётная батарея. Кроме того, И. Н. Ханыков лично уничтожил 10 солдат противника, а ещё 5 — взял в плен. За этот эпизод был повторно представлен командиром полка к награждению орденом Красного Знамени, но награждён орденом Славы II степени (№ 2122).
Затем 230-я стрелковая Сталинская дивизия в составе 9-го стрелкового Краснознамённого корпуса 5-й ударной армии 1-го Белорусского фронта вела бои на территории Польши. 14 января 1945 года сержант И. Н. Ханыков вёл наблюдение при прорыве глубоко эшелонированной обороны противника в районе села Червонка (ныне гмина в Мазовецком воеводстве Польши; по другим данным — в районе Осемборув) в 8 км восточнее города Варка. Он обнаружил 4 пулемётные точки и миномёт реактивного действия противника, которые вели огонь по наступающим советским войскам. Умело скорректировав огонь артиллерии, И. Н. Ханыков способствовал продвижению советским войскам.
5 февраля 1945 года дивизия участвовала в боях за плацдарм на западном берегу реки Одер в районе города Целле (Германия). В результате умело организованной разведки огневых средств противника, отделение И. Н. Ханыкова обнаружило скопление немецких танков и пехоты, которые остановились перед противотанковым рвом и готовились через него перебраться, чтобы контратаковать советские части на плацдарме. После артиллерийского удара контратака была сорвана: немецкая штурмовая группа не досчиталась три танка и до 30 солдат.
В ходе Берлинской операции части 230-й стрелковой Сталинской дивизии вышли на подступы к Берлину и 19 апреля 1945 года завязали бои в районе города Бёльсдорф. Артиллерийский наблюдатель И. Н. Ханыков продвигался вперёд в боевых порядках пехоты и отслеживал работу огневых средств противника по наступающим советским войскам. Обнаружив две зенитные установки и три пулемётные точки, он передал их координаты, и огнём дивизионной артиллерии были уничтожены одно зенитное орудие, две пулемётные точки и до 20 солдат противника.
Через два дня боёв, 21 апреля, в районе города Мальсдорф (ныне в черте Берлина) он обнаружил на поле боя передвижение самоходных орудий и пехоты противника, по которым навёл артиллерийский огонь. В результате нанесённого удара были уничтожены два самоходных орудия и до 20 солдат противника, что способствовало продвижению советских войск. За свои действия был награждён орденом Отечественной войны II степени (4 сентября 1945).
30 апреля 1945 года И. Н. Ханыков вёл бой на улицах Берлина. В ходе уличных боёв был тяжело ранен и направлен в госпиталь, где и узнал о присвоении ему высокой награды. Указом Президиума Верховного Совета СССР от 31 мая 1945 года «за мужество, отвагу и героизм, проявленные на фронте борьбы с немецко-фашистскими захватчиками» гвардии старший сержант Ханыков Иван Николаевич награждён орденом Славы I степени (№ 116), тем самым он стал полным кавалером ордена Славы.

### Послевоенные годы
В 1945 году был демобилизован. Жил в селе Дупленская Коченёвского района Новосибирской области, где работал заведующим Дупленской сельской библиотекой. Позднее переехал в Новосибирск, работал на заводе Электросигнал (ныне ОАО «Корпорация Новосибирский Завод Электросигнал»).
Умер 29 октября 1984 года. Похоронен в Новосибирске на Заельцовском кладбище.

## Награды
Советские государственные награды:
- орден Отечественной войны II степени (4 сентября 1945)[9]
- орден Славы I степени (31 мая 1945)[12]
- орден Славы II степени (14 сентября 1944)[10]
- орден Славы III степени (30 апреля 1944)[8]
- медали, в том числе:
  - медаль «За отвагу» (4 февраля 1944)[7]

## Память
Имя И. Н. Ханыкова увековечено на Аллее Героев у Монумента Славы в Новосибирске.